# Walrad (Nassau-Usingen)

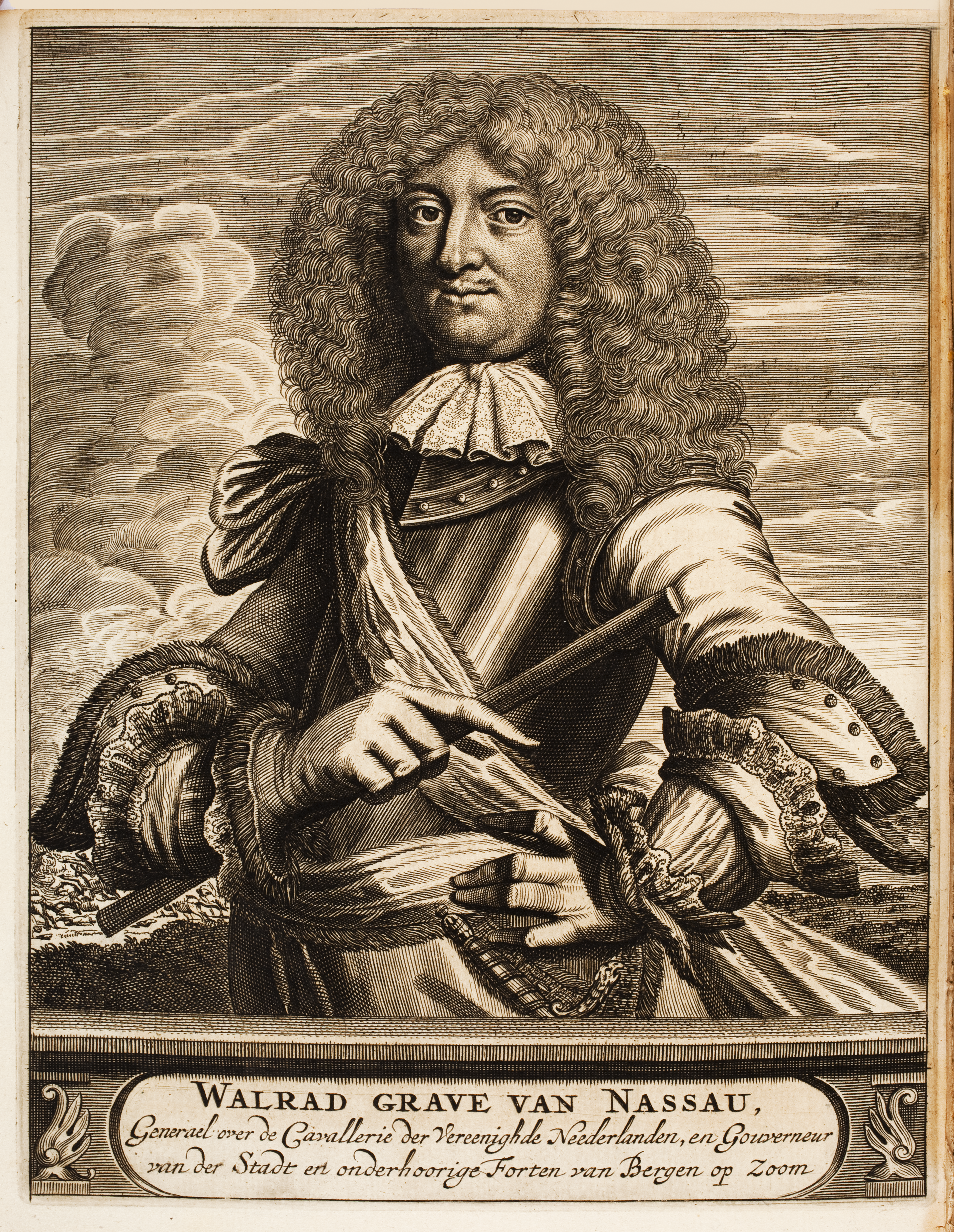
Walrad von Nassau-Usingen, 1675

Walrad von Nassau-Usingen (* 25. Februar 1635 in Metz; † 17. Oktober 1702 in Roermond) war ab 1659 Graf, 1688 Fürst von Nassau-Usingen, Begründer der Usinger Linie des Hauses Nassau und kaiserlicher General.

## Biografie
Walrad wurde am 25. Februar 1635 in Metz geboren. Er war der jüngste Sohn von Wilhelm Ludwig von Nassau-Saarbrücken und Anna Amalia von Baden-Durlach, der Tochter des Markgrafen Georg Friedrich von Baden-Durlach.
Walrad war in erster Ehe seit 1678 mit Catherine Francoise, Comtesse de Croÿ-Roeulx (1652–1686) verheiratet. Aus der Ehe gingen fünf Kinder hervor:
- Wilhelmine Henriette (1679–1718) ⚭ 1701 Karl Ludwig Philipp, Wild und Rheingraf zu Grumbach, Graf zu Salm (1678–1727)
- Heinrich (1680–1682)
- Marie Ernestine (*/† 1683)
- Wilhelm Heinrich (1684–1718)
- Marie Albertine (1686–1768) ⚭ 1710 Graf Johann Georg zu Ortenburg (1686–1725)

Nach dem Tod seiner ersten Frau heiratete er 1688 in zweiter Ehe Magdalene Elisabeth, Gräfin zu Löwenstein-Wertheim-Rochefort (1662–1733). Diese Ehe blieb kinderlos.

## Entstehung von Nassau-Usingen
Graf Wilhelm Ludwig hinterließ drei Söhne, die am 31. März 1659 das nassauische Gebiet erneut teilten: Johann Ludwig erhielt das Amt Ottweiler, Gustav Adolf erhielt die Grafschaft Saarbrücken und Walrad erhielt Usingen und wurde zum Gründer des neuen Zweiges.
Am 4. August 1688 wurde Walrad in den Fürstenstand erhoben. Nach seinem Tod im Jahr 1702 folgte ihm sein Sohn Wilhelm Heinrich als Fürst von Nassau-Usingen nach.

## Wirken in Usingen

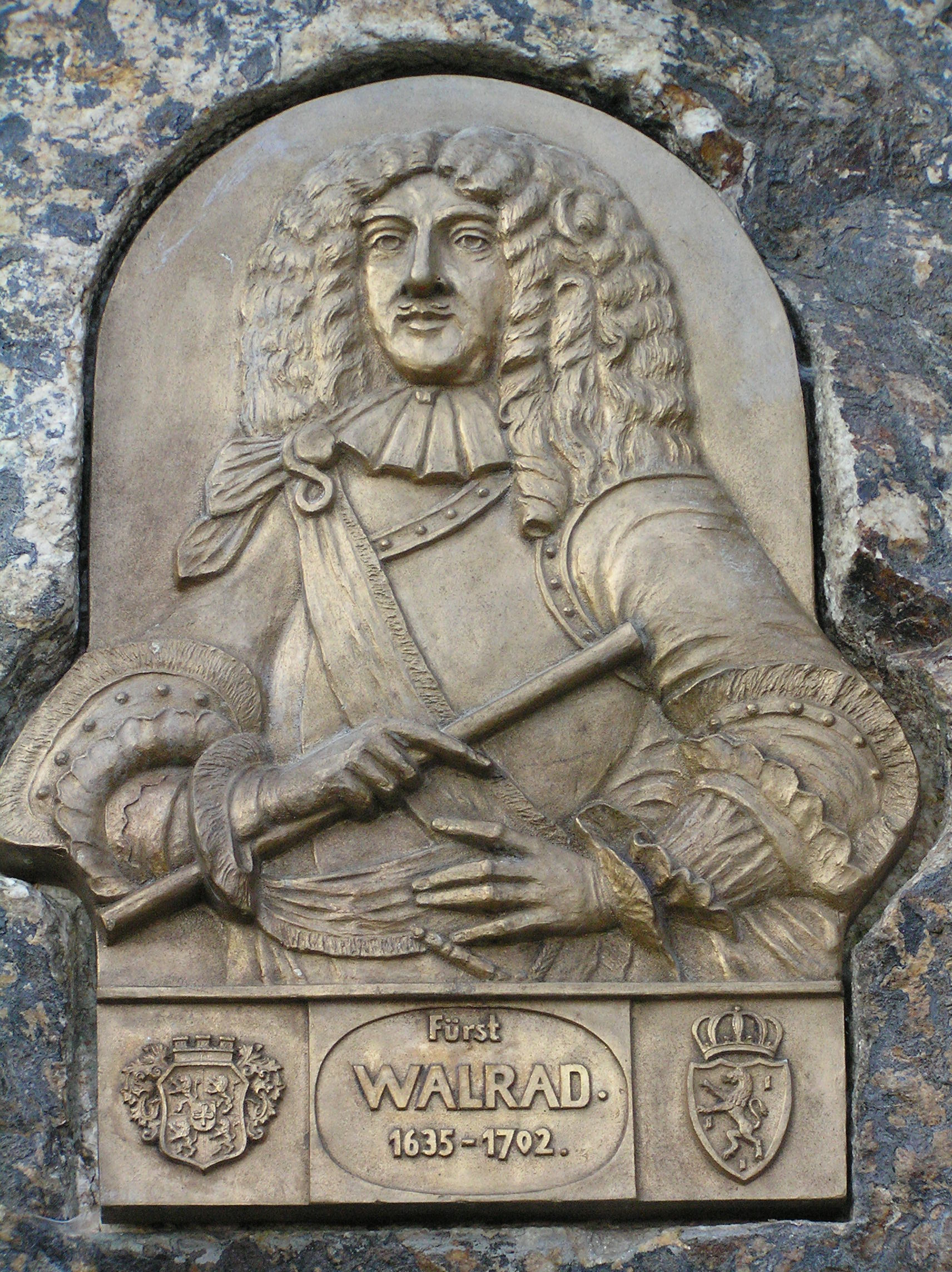
Denkmal für Fürst Walrad in Usingen

Residenz des Hauses Nassau-Usingen war seit 1659 die Stadt Usingen im Taunus. Die Stadt gewann als nassauische Residenzstadt wesentlich an Ansehen und Bedeutung und profitierte auch in städtebaulicher Hinsicht von Walrad. So ließ Fürst Walrad anstelle der alten Burg in den Jahren 1660 bis 1663 ein neues Schloss errichten. Im Schlossgarten, der heute ein öffentlicher Park ist, wurde von der dankbaren Stadt 1905 sein Denkmal errichtet.
Im April 1692 zerstörte ein Feuer große Teile von Usingen (Stadtbrand von Usingen 1692). Walrad nutzte dies, um die Usinger Oberstadt systematisch wieder zu errichten. Symmetrische Straßenzüge, die auch heute noch das Stadtbild prägen, wurden angelegt und entlang der Obergasse entstanden repräsentative Bauten.
Die Bevölkerung des Usinger Landes war im Dreißigjährigen Krieg dezimiert worden. Walrad förderte den Zuzug von Hugenotten, die aus Frankreich fliehen mussten, und gewährte hierzu Religionsfreiheit. Die Hugenottenkirche in Usingen zeugt von dieser Zuwanderung.

## Militärische Karriere
Walrad war ein geachteter Feldherr, der vor allem für die niederländische Republik der Sieben Vereinigten Provinzen und das Heilige Römische Reich kämpfte.
Er trat 16-jährig in den persönlichen Dienst des späteren schwedischen Königs Karl Gustav. Krankheitsbedingt schied er aus dem Dienst aus und studierte ab 1652 an der Hugenottenuniversität in Saumur. Danach diente er in der französischen Armee als Rittmeister unter Marschall de la Ferté.
1664 wurde er Generalwagenmeister des Reiterregimentes des oberrheinischen Reichskreises im Range eines Obersten und wurde zum Kampf gegen die Türken nach Ungarisch-Altenburg geschickt. Zu der entscheidenden Schlacht bei Mogersdorf kam er zwar zu spät, beteiligte sich aber an der Verfolgung des geschlagenen osmanischen Heeres. 1683 beteiligte er sich erfolgreich beim Entsatz des von den Türken belagerten Wiens. So hatte er einen Anteil daran, dass die osmanische Eroberung Mitteleuropas scheiterte. Für diesen Einsatz verlieh ihm der polnische König Johann III. Sobieski die höchste polnische Auszeichnung, den Weißen Adlerorden.
Mit 30 Jahren wurde er Heerführer des Herzogs Ernst August von Braunschweig-Lüneburg. Für diesen trat er 1666 in die Dienste der Generalstaaten. 1671 wechselte er ganz in niederländische Dienste. 1672 wurde er zum niederländischen Generalleutnant der Kavallerie ernannt und leistete als Feldherr für seinen Vetter Wilhelm III. von Oranien Dienste. Im Holländischen Krieg 1672 bis 1678 war Wilhelm III. Kapitän-General, also Oberbefehlshaber. Walrad trat bei der Schlacht bei Seneffe 1674 hervor und wurde am 4. Dezember 1674 zum General der Kavallerie befördert. Am 26. Oktober 1674 erhielt er das Gouvernement der Stadt Bergen op Zoom. Am Ende des Krieges war er mit der Entlassung und Neuformierung der Truppen beauftragt.
Mit geheimer Ordre Wilhelms wurde er am 5. Oktober 1688 angewiesen, die 16 Reiterregimenter aus dem Lager bei Nimwegen zur Invasion in England zu führen. Dort beteiligten sie sich an der Glorious Revolution, also der Absetzung von König Jakob II. Am 5. Juli 1689 wurde er zum niederländischen Feldmarschall ernannt. Noch während er in England war, brach auf dem Kontinent der letzte der Reunionskriege, der Pfälzische Erbfolgekrieg aus. Erneut fielen französische Truppen in Holland ein und Walrad wurde zurückbeordert, um unter dem Oberbefehl von Georg Friedrich von Waldeck-Eisenberg als General der Kavallerie gegen Frankreich zu kämpfen. Unter seinem Kommando kämpften die Niederländer in der Schlacht von Fleurus am 1. Juli 1690 und der Schlacht von Steenkerke am 3. August 1692. In der Schlacht bei Fleurus gelang es seinen Truppen, mehrere französische Fahnen und Kanonen zu erbeuten. Auch wenn die Schlacht für die Alliierten kein Erfolg war, stärkte sie Walrads Ruf als Heerführer. Seit 1696 war er Oberbefehlshaber der niederländischen Truppen, es kam in diesem Jahr aber nicht zu größeren Kämpfen.
Seit 1690 war er Senior des Nassauisch-Saarbrückener Stamms. Er setzte sich daher erfolgreich dafür ein, dass in Art. XC. und XXX des Friedens von Rijswijk eine Restitution des Fürstentums Nassau-Saarbrücken aufgenommen wurde.
Am 10. Oktober 1690 erhielt er die Ernennung als kaiserlicher Generalfeldmarschall. Im Spanischen Erbfolgekrieg vollzog Walrad die Reichsexekution gegen den mit Frankreich verbündeten Kurfürsten Joseph Clemens von Köln und befehligte die verbündeten Truppen 1702 bei der Belagerung von Kaiserswerth. Fürst Walrad starb im Alter von 67 Jahren während des Feldzuges bei Roermond. Seine Beisetzung erfolgte am 22. Oktober 1702 in Moers.

## Werke
- Vorgeschlagene Conditiones Für die Vbergebung der Vestung Käyserswerth, Statt, Schlosses und angehörigen Schäntzen sowohl dieß- alß jenseith des Rheins. - S.l. Düsseldorf : Beyers, 1702. Digitalisierte Ausgabe der Universitäts- und Landesbibliothek Düsseldorf